# Guever
Guever (en arabe : كللير) est une commune rurale du sud de la Mauritanie, située dans le département de Barkewol de la région d'Assaba.

## Géographie
La commune de Guever est située au nord-ouest dans la région d'Assaba et elle s'étend sur 1 117 km2.
Elle est délimitée au nord par la commune de Soudoud, à l’est par les communes d'El Ghayra, de Kamour et d'Oudey Jrid, au sud par les communes de Lebhir et de Daghveg, à l'ouest par les communes de Barkewol et de Boulahrath.

## Histoire
Guever a été érigée en commune par l'ordonnance du 20 octobre 1987 instituant les communes de Mauritanie.

## Démographie
Lors du Recensement général de la population et de l'habitat (RGPH) de 2000, Guever comptait 5 161 habitants.
Lors du RGPH de 2013, la commune en comptait 5 417, soit une croissance annuelle de 0,4 % sur 13 ans.

## Économie
L'agriculture est au centre de l'économie de Guever, comme quasiment toutes les communes de la région. Mais cette économie est fragile car elle rencontre des obstacles à son développement, notamment les conditions climatiques ou le manque de moyens des agriculteurs. Pour faire face à ces obstacles, l'état ou différentes ONG financent des projets qui améliorent les conditions de vie des habitants.